# Серце

Анатомія серця людини. 1 — праве передсердя; 2 — ліве передсердя; 3 — верхня порожниста вена; 4 — аорта; 5 — легенева артерія; 6 — легенева вена; 7 — мітральний клапан; 8 — аортальний клапан; 9 — лівий шлуночок; 10 — правий шлуночок; 11 — нижня порожниста вена; 12 — тристулковий клапан; 13 — клапан легеневого стовбура

Се́рце — це конусоподібний м'язовий порожнистий орган кровоносної системи, який своїми розміреними скороченнями прокачує кров або гемолімфу крізь судини тіла, забезпечуючи живлення і дихання тканин. У вищих тварин і людини серце є життєво потрібним органом. Під час ембріонального розвитку цей орган виникає одним із перших.

## Призначення
Серце перекачує кров з частотою, визначеною групою кардіостимуляційних клітин у синоатріальному вузлі. Вони виробляють струм, який викликає скорочення серця, подорожуючи атріовентрикулярним вузлом і вздовж провідної системи серця. Серце отримує кров із низьким вмістом кисню із системного кровообігу, яка надходить у праве передсердя з верхніх та нижчих порожнистих вен і переходить у правий шлуночок. Звідси вона закачується в легеневий кровообіг крізь легені, де отримує кисень і виділяє вуглекислий газ. Потім збагачена киснем кров повертається в ліве передсердя, проходить крізь лівий шлуночок і викачується по аорті до системного кровообігу — де використовується кисень і метаболізується до діоксиду вуглецю. Серце у спокої здійснює близько 72 ударів на хвилину, тож у людини, яка досягла віку 60 років, серце відбило понад 2 мільярди разів. Фізичні вправи тимчасово збільшують частоту серцевих скорочень, але з плином часу знижують її середній рівень у спокої, тому вони корисні для здоров'я серця.

## Патології
Серцево-судинні захворювання (ССЗ) є найпоширенішою причиною смерті в усьому світі і станом на 2008 рік становили 30 % смертей. З них понад три чверті є наслідком ішемічної хвороби та інсульту. До чинників ризику ССЗ належать:

Кровообіг в порожнинах серця

- куріння;
- надмірна вага;
- нестача фізичних вправ;
- високий рівень холестерину;
- високий кров'яний тиск;
- погано контрольований діабет.

Серцево-судинні захворювання часто не мають симптомів, можуть спричиняти біль у грудях чи задишку. Діагностика серцевих захворювань часто проводиться шляхом дослідження історії хвороби, прослуховування серцевих звуків за допомогою стетоскопа, ЕКГ та УЗД. Фахівці, які зосереджуються на захворюваннях серця, називаються кардіологами, хоча до лікування може бути залучено багато медичних фахівців.

## Історія досліджень

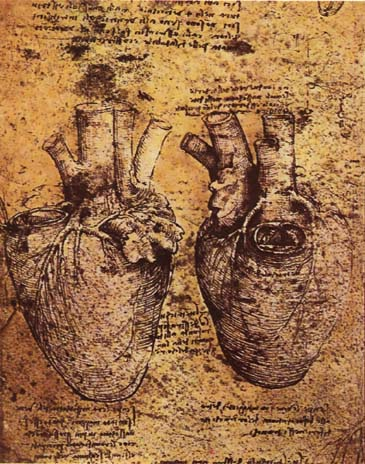
Серце і кровоносні судини, Леонардо да Вінчі, 15 ст.

### Стародавня Греція
Клапани серця були описані медиками школи Гіппократа ще за 4 ст. до н. е., хоча їхні функції ще не розуміли. При розтині артерії зазвичай порожні, а кров збирається у венах. Древні анатоми вважали, що артерії заповнені повітрям і служать для циркуляції його в тілі. Ерасистрат зауважив, що при порізі живої людини артерії кровоточать. Він пояснив це тим, що повітря витісняється кров'ю через дрібні судини, постулювавши існування капілярів.
Гален уже знав, що в судинах тече кров й розрізняв темну венозну кров і світлу артеріальну. На тодішню його думку, ріст і енергія продукуються венозною кров'ю, що створюється в печінці, а артеріальна кров виробляється в серці й містить пневму. Він вважав, що серце не перекачує кров, а всмоктує її під час діастол, а рух крові забезпечує пульсація самих артерій. Також, визначивши, що серце є найбільш гарячим органом тіла, він припустив, що саме у серці виробляється тепло, що розноситься по тілу.

### Середні віки
Перший опис малого кола кровообігу і коронарного кровообігу був зроблений у 1242 році сирійським вченим Ібн ан-Нафісом у його коментарях до канону лікарської науки Авіцени.
У Європі тим часом панували теорії Галена. Андреас Везалій у власній роботі Про будову людського тіла (1543), спробував посперечатися з ними, проте зазнав різкої критики. Мігель Сервет у своїй роботі 1553 року писав, що шлях, яким кров перетікає з однієї половини серця до іншої, проходить через легені, тобто, також описав мале коло кровообігу.

### Новий час
Переламним у розумінні роботи серця, було оприлюднення 1628 року Вільямом Гарвейем праці «Анатомічне дослідження про рух серця і крові у тварин», у якій він показував, що артерії та вени з'єднуються дрібними судинами (капілярами), і, таким чином, уся система кровообігу є замкненою. Роль серця в цій системі полягала в перекачуванні крові судинами.
Впродовж XIX ст. було відкрито такі частини провідної системи серця як пучок Гіса і волокна Пуркіньє, проте роль цієї системи була описана японським фізіологістом Сунао Тавара лише в 1906 році. Відкриття Артуром Кейтом і Мартіном Флаком невдовзі після цього водія ритму серця дозволило у 1924 році винайти електрокардіографію.
Перший докладний опис серцевих нападів (гострих інфарктів міокарда), що не призвели до летального наслідку, належить українським лікарям Стражеску М.Д. та Образцову В. П. — 1910 рік.
На початку XX ст. фізіологи Отто Франк і Ернест Стерлінг, незалежно відкрили закон Франка-Старлінга, що описує залежність сили стискання серця від розтягнення його камер.
1967 року, південно-африканським хірургом Крістіаном Барнардом була проведена перша операція з трансплантації серця.

## Типи сердець у тваринному світі

### Види сердець за будовою
Серця різних груп тварин за будовою можна віднести до трубчастого або камерного типу.
Трубчасте серце прокачує кров чи гемолімфу за допомогою хвилеподібних скорочень стінок (перистальтики). Таким чином, однонапрямлений потік рідини створюється навіть за відсутності серцевих клапанів. Трубчасте серце членистоногих знаходиться у спинній ділянці. В комах і деяких ракоподібних, таких, як артемія, серцева трубка може сягати значної довжини, тоді як у інших вона являє собою короткий м'язовий мішок. Кров чи гемолімфа надходить у трубчасте серце переважно через бічні отвори (лат. ostium) або ж з каудального кінця через вену, і скороченнями серцевої трубки нагнітається у краніальному напрямку в артерію, зворотному рухові крові з якої, перешкоджає клапан. Під час розслаблення серця, отвори відкриваються і воно розширюється, що уможливлює надходження до нього крові (гемолімфи). Відтак серце членистоногих можна порівняти із всмоктувальним насосом. Трубчасті серця наявні також у покривників і в ембріонів хребетних.

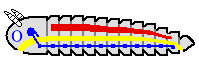
Основна складова тіла членистоногих — серце показано червоним кольором

У камерних серцях рухові крові у неправильному напрямку перешкоджають клапани, здатні відкриватися лише в один бік. Цей вид серця зустрічається переважно у молюсків та хребетних. Завдяки дужим м'язам, таке серце діє як всмоктувально-нагнітальний насос, що забезпечує високий тиск. У багатьох молюсків, зокрема в равликів, а також у нижчих хребетних, наповнення серця кров'ю відбувається завдяки створенню вакууму у порожнині перикарду, яким воно оточене. Кожен шлуночок камерного серця має товсті м'язові стінки; кров у нього нагнітається внаслідок скорочень розташованого перед ним передсердя, м'язові стінки якого є менш товстими.

### Типи сердець за видом регуляції
Механізми регуляції роботи серця поділяються на міогенні (пов'язані з особливостями кардіоміоцитів) та нейрогенні (пов'язані із внутрішньосерцевою нервовою системою).
Серце скорочується у відповідь на дію електричного імпульсу. У міогенному серці цей імпульс виникає мимовільно та через рівні проміжки часу, у спеціалізованій ділянці серцевого м'яза, що називається водієм ритму серця. Міогенні серця мають хребетні, покривники, молюски, чимало кільчастих червів і членистоногих (у тому числі комах). У птахів і ссавців клітини, що породжують такі імпульси, зосереджені у синусово-передсердному вузлі. Загальна електрична активність міогенного серця може бути зображена електрокардіограмою (ЕКГ), яка для кожного виду тварин матиме свій типовий вигляд.

У нейрогенному серці імпульс, що викликає його скорочення, виникає в його нервових клітинах (точніше — у клітинах його гангліїв. Такий нейрогенний автоматизм зустрічається у деяких кільчастих червив і членистоногих, зокрема у представників ряду десятиногих, до яких належать омари, краби та інші. Якщо у міогенному серці збудження від водія серцевого ритму поширюється суміжними кардіоміоцитами і врешті-решт охоплює все серце, то для нейрогенних сердець подібного способу поширення збудження поки що не виявлено, натомість вони мають розвинену іннервацію м'язових клітин.

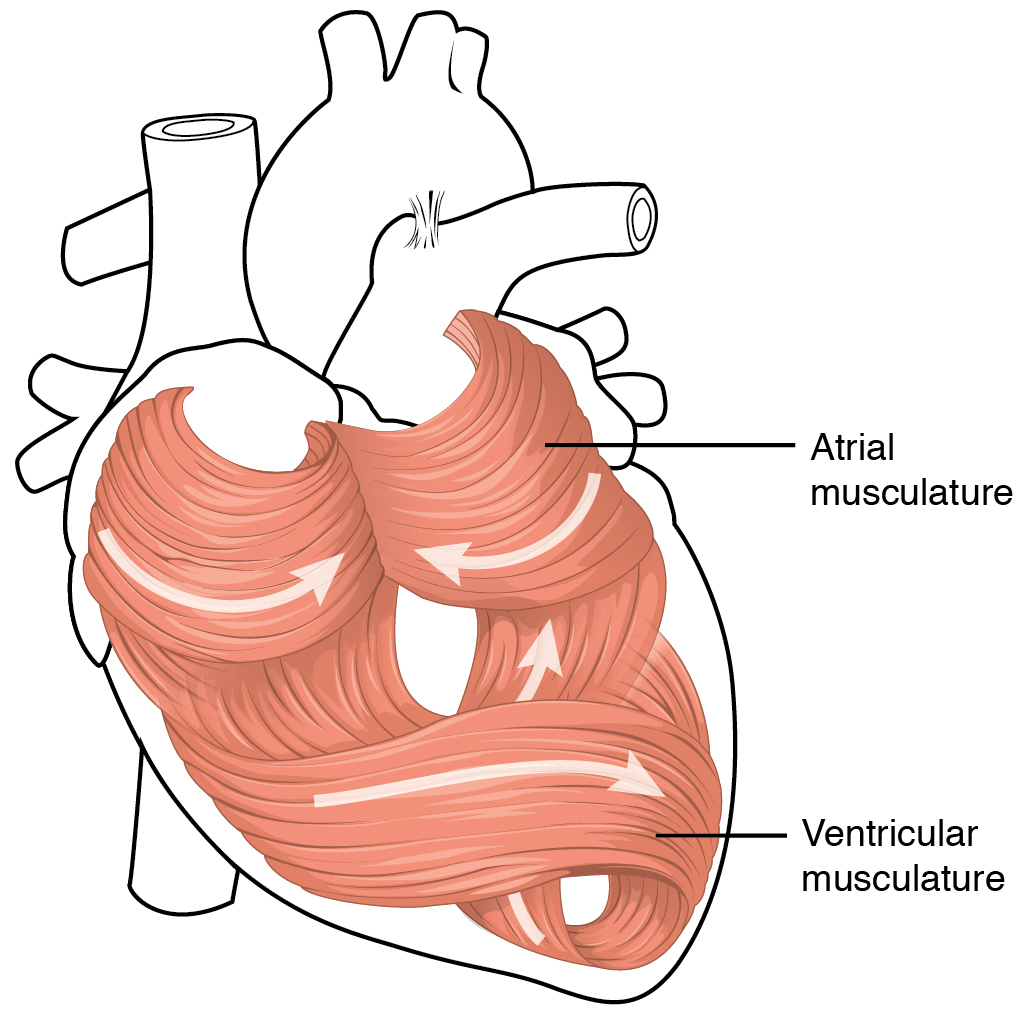
Закручений візерунок міокарда серця людини, допомагає серцевому насосу дієво перекачувати кров. Atrial musculature — м'язова система передсердь, Ventricular musculature — м'язова система шлуночків.

Однак міогенні серця (наприклад, серця молюсків і хребетних) часто також високою мірою іннервовані. Таким чином, скорочення міогенного серця — як і нейрогенного — можуть відбуватися під впливом нервової системи. Відповідні нервові імпульси можуть спонукати чи гальмувати водій ритму серця, тим самим пришвидшуючи чи сповільнюючи серцебиття.
У членистоногих «довгі» серця частіше бувають нейрогенними, а «короткі» — міогенними. Серцеві скорочення сердець обох типів є зазвичай, незалежними від будь-яких сигналів центральної нервової системи; ця властивість серця відома як автоматія, чи авторитмія.

### Другорядні серця
Більшість молюсків мають відкриту кровоносну систему з одним серцем, що містить передсердя і шлуночок. У головоногих молюсків, які мають більш досконалу закриту кровоносну систему, поряд із головним серцем є два допоміжних, котрі забезпечують кровообіг у зябрах. Таким чином, ці допоміжні серця працюють подібно до правої половини серця ссавців, пов'язаної з легеневим колом кровообігу.
У міксин поряд із головним серцем є також портальне, кардинальні й каудальне серця. Другорядні серця знаходяться і у венах крил кажанів. До системи лімфо- та кровообігу земноводних входять так звані лімфосерця, що знаходяться в області куприка, мають нейрогенну автоматію, без водія ритму, і керуються автономною нервовою системою. Лімфосерця є також у деяких плазунів і птахів, зокрема у страусів.
У багатьох видів комах другорядні серця беруть участь у роботі крил, ніг й антен, покращуючи нагнітання гемолімфи крізь судини цих дрібних частин тіла.

### Інші органи, що забезпечують кровообіг
В багатьох видів тварин рухові крові, поряд із серцем, сприяють й інші органи. Наприклад, у наземних хребетних скорочення м'язів нижніх кінцівок, підсилюють зворотний рух венозної крові до серця, а рухи тіла в членистоногих зумовлюють рух гемолімфи. У деяких видів кровоносні судини мають здатність до скорочення; наприклад, у наутилід кров крізь зябра проходить до серця завдяки скороченням судин.

## Серце хребетних
Серця усіх хребетних тварин є міогенними, і за збудження серцевого м'яза відповідає водій ритму серця. Це явище виникнення збудження за відсутності зовнішніх подразників, має назву авторитмії чи автоматизму серця.
За розвиток серця в усіх хребетних, відповідає консервативний набір генів транскрипційних факторів: NK2, Mef2, GATA, TBX, HAN. Особливо важливими є гени TBX5 та TBX20.

### Будова стінок серця
Серцева оболонка (стінка) складається зі щільної сполучної тканини, яка надає структуру серцю. Вона утворює атріовентрикулярну перегородку, яка відокремлює передсердя від шлуночків, і фіброзні кільця, які служать основою для чотирьох серцевих клапанів. Серцева оболонка також забезпечує важливу межу в системі електропровідності серця, оскільки колаген не може проводити електрику. Міжпередсердна перегородка розділяє передсердя, а міжшлуночкова перегородка — шлуночки. Міжшлуночкова перегородка набагато товща за міжпередсердну перегородку, оскільки шлуночки повинні створювати більший тиск, коли вони скорочуються.

### Серце риб
Докладніше: Кровоносна система риб

Кровообіг крізь серце рибини: синусова пазуха, передсердя, шлуночок і вихідний тракт

Серце риб двокамерне з одним шлуночком та одним передсердям, мають також одне коло кровообігу.
Згідно з еволюційним вченням, вперше серце як повноцінний орган відзначається у риб: серце тут двокамерне, є клапанний апарат і серцева сумка.
Систему кровообігу примітивних риб можна умовно уявити у вигляді послідовно розташованого «чотирикамерного» серця зовсім не схожого на чотирикамерне серце птахів і ссавців:
- «Перша камера» представлена венозним синусом, який забирає бідну на кисень кров від тканин риби (з печінкової та кардинальної вен);
- «Друга камера» — власне передсердя, оснащене клапанами;
- «Третя камера» — власне шлуночок;
- «Четверта камера» — аортальний конус, що містить кілька клапанів і передає кров до черевної аорти.

Черевна аорта риб несе кров до зябер, де відбувається оксигенація (насичення киснем) і далі спинною аортою кров доправляється до інших частин тіла риби.
У вищих риб чотири камери розташовано не у вигляді прямолінійного ряду, а утворюють S-подібне утворення з останніми двома камерами, що лежать вище перших двох. Ця відносно проста картина спостерігається у хрящових риб і у лопатеперих риб. У костистих риб артеріальний конус дуже малий і його може бути більш точно визначено як частину аорти, а не серця. Артеріальний конус зустрічається не у всіх амніот — імовірно поглинається шлуночком серця впродовж еволюції, натомість як венозний синус присутній у вигляді рудиментарної будови у деяких рептилій і птахів, надалі в інших видів він зливається з правим передсердям і стає тим паче не помітним.

### Серце земноводних
Кровоносна система складається з великого і малого кіл кровообігу. Поява другого кола пов'язана з надбанням легеневого дихання. Серце складається з двох передсердь (у правому передсерді кров змішана, переважно венозна, а в лівому — артеріальна) і одного шлуночка. Всередині стінки шлуночка утворюють згортки, що перешкоджають змішуванню артеріальної та венозної крові. Зі шлуночка виходить артеріальний конус, забезпечений спіральним клапаном.

### Серце плазунів
Докладніше: Плазуни
Серце плазунів трикамерне з двома передсердями і одним шлуночком, з неповною перегородкою у шлуночку (у крокодилів — чотирикамерне). У праве передсердя надходить венозна кров від усіх органів, у ліве — артеріальна кров із легеневих вен. Від правої частини шлуночка з венозною кров'ю відходить легенева артерія, від середньої — ліва дуга аорти зі змішаною кров'ю, від лівої — права дуга аорти з артеріальною кров'ю (від цієї дуги відходять сонна та підключична артерії, які несуть збагачену киснем кров до голови та передніх кінцівок відповідно). На спинному боці тіла дуги аорти зливаються в непарну спинну аорту, тому решта органів одержує змішану кров. Таким чином, у плазунів ще не відбувається повного розділення артеріальної та венозної крові. Є два кола кровообігу.

### Серце ссавців і птахів
Серце ссавців і птахів чотирикамерне. Розрізняють (за током крові): праве передсердя, правий шлуночок, ліве передсердя і лівий шлуночок. Між передсердями і шлуночками знаходяться фіброзно-м'язові клапани — праворуч трикуспідальний клапан, ліворуч мітральний клапан. На виході із шлуночків сполучнотканинні клапани (легеневий — праворуч і аортальний — ліворуч).
З однієї або двох передніх (верхніх) і задньої (нижньої) порожнистих вен кров надходить у праве передсердя, потім у правий шлуночок, потім по малому колі кровообігу кров проходить через легені, де збагачується киснем, надходить у ліве передсердя, потім в лівий шлуночок і далі в основну артерію організму — аорту (птахи мають праву дугу аорти, ссавці — ліву).

## Розташування і будова серця людини
Маса серця дорослої людини становить 250…350 г. Серце розташоване у центрі грудної клітки, у нижній частині переднього середостіння, і знаходиться у навколосерцевій сумці — перикарді, який захищає його від механічних впливів та інфекцій і фіксує на інших структурах, що його оточують. Верхня частина серця фіксується на великих судинах, нижня частина є вільною і лежить на діафрагмі.

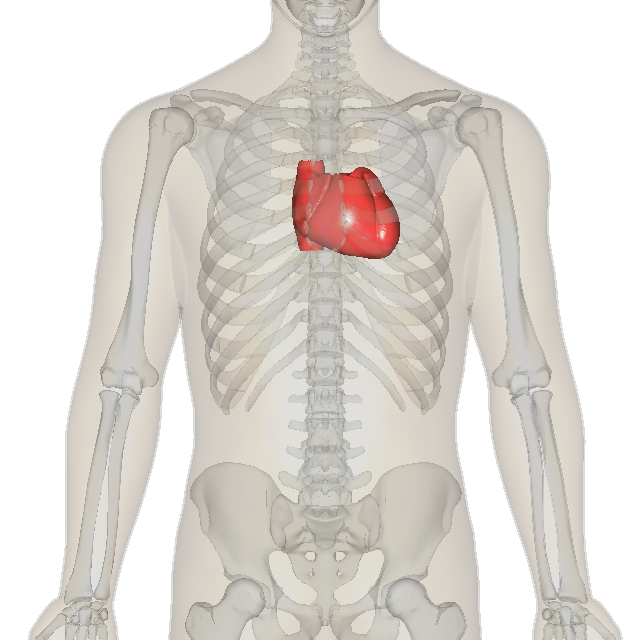
Серце людини знаходиться в середині грудної клітки, його вершина спрямована ліворуч.

Зовнішня стінка серця людини складається з трьох шарів. Зовнішній шар називається епікардом чи вісцеральним перикардом, оскільки він одночасно являє собою внутрішній листок перикарду. Середній шар називається міокардом і складається зі скоротної серцевої мускулатури. Внутрішній шар називається ендокардом і перебуває у контакті з перекачуваною серцем кров'ю.
Серце людини є чотирикамерним: дві верхні камери називаються правим і лівим передсердями, дві нижні — правим і лівим шлуночками. Передсердя сполучається з відповідним шлуночком отвором, у якому знаходиться клапан: трикуспідальний клапан між правим передсердям та правим шлуночком і мітральний клапан між лівим передсердям та лівим шлуночком. Клапани запобігають рухові крові у зворотному напрямку. У серцевому циклі кожне з передсердь скорочується, через отвір нагнітаючи кров у відповідний шлуночок, після чого скорочуються шлуночки, виштовхуючи кров у велике і мале кола кровообігу.
У серце, а саме у передсердя, входять легеневі вени й верхня та нижня порожнисті вени, що забезпечують надходження крові до передсердь, а виходять з нього, а саме зі шлуночків, аорта і легеневий стовбур, якими кров надходить до кіл кровообігу. Щоби запобігти поверненню крові до шлуночків, між ними і артеріями знаходяться аортальний і легеневий клапани, утворені трьома півмісячними клапанами кожен.

### Ембріональний розвиток
Під час вагітності розвиток серця починається з утворення двох ендокардіальних трубок у ембріона приблизно на третьому тижні вагітності. Ці трубки зливаються, утворюючи нехитру серцеву трубку, яка називається трубчастим серцем. Між третім та четвертим тижнем вагітності, трубчасте серце збільшується в довжину і починає складатися у вигляді літери «S» у перикарді, надаючи розвиненому серцю правильне положення. Приблизно в той же час, починають утворюватися перегородки та клапани, а також виникають порожнини. До кінця п'ятого тижня, утворення перегородок завершується. До дев'ятого тижня, також завершується утворення порожнини.
Ембріональне серце починає битися приблизно за 22 дні після запліднення, із частотою, близькою до материнської (75–80 ударів на хвилину). Ритм поступово збільшується, поки не досягне найбільшого — 165—185 ударів на хвилину до сьомого тижня вагітності. Після дев'ятого тижня, коли починається фетальна фаза, ритм поступово знижується приблизно до 145 (±25) ударів за хвилину, під час пологів. До народження немає статевих відмінностей у частоті серцевих скорочень.
До п'ятого тижня у серці плода виникає отвір, званий овальним вікном. Цей отвір дозволяє крові проходити прямо з правого передсердя до лівого, минаючи легені. Протягом кількох секунд після пологів, цей отвір закривається тканинною перетинкою, яка називається первинною перегородкою, яка до цього діяла як клапан, тим самим запускаючи постійну систему кровообігу.

## Як працює серце людини
Докладніше: Електрокардіографія

Відповідність ділянок ЕКГ певній фазі роботи серця.

Скорочення волокон серцевого м'яза викликається електричними сигналами. У такому міогенному серці, як людське, імпульси, потрібні серцю для дії, мимовільно та ритмічно виробляються в спеціалізованих клітинах (пейсмекерні клітини) серцевого м'яза, клітинах кардіостимулятора. Таким чином, щоб електричне збудження могло поширюватися серцем, окремі клітини серцевого м'яза пов'язані між собою через малі пори в їхніх клітинних мембранах. Крізь ці щілинні контакти іони перетікають від клітини до клітини. Збудження яке виникає у водії ритму серця між верхньою порожнистою веною і придатком правого передсердя, спочатку поширюється на обидва передсердя, а потім досягає камер крізь атріовентрикулярний вузол (AV-вузол) на рівні клапана.
У двох камерах серця є провідна система для швидшого передавання, яка складається зі спеціалізованих клітин серцевого м'яза.
Атріовентрикулярний (передсердно-шлуночковий) вузол розташований у товщі міжшлуночкової перегородки на межі передсердь і шлуночків. Збудження до цього вузла передається по міжвузлових провідних трактах (пучки Бахмана, Венкебаха та Тореля), що йдуть від синоатріального вузла. Від атріовентрикулярного вузла йде міжшлуночковою перегородкою пучок Гіса (передсердно-шлуночковий пучок), який ділиться на дві ніжки (праву і ліву), що йдуть до лівого і правого шлуночка серця. Ліва ніжка, своєю чергою, ділиться на передню та задню гілки. Права ніжка та гілки лівої ніжки переходять у волокна Пуркіньє, які безпосередньо співдіють із клітинами скорочувального міокарда. У деяких випадках вони також можуть проходити крізь просвіт камери у вигляді «помилкових тіньових ниток» (Chordae tenineae spuriae) або всередині зв'язок-сповільнювачів (Trabeculae septomarginales). Така система дозволяє камерам узгоджено стискатися, попри їх розмір.
Якщо з якихось причин збудження передсердь не досягає AV-вузла, це само по собі є більш повільним збудженням шлуночків (приблизно 40 / хв). AV-вузол також утворює частотний фільтр, який блокує надшвидке збудження передсердь (наприклад, тріпотіння або фібриляцію передсердь) (→ AV-блок).

## Серце в переносному сенсі
Також серце вживається в розмовній і технічній мовах в багатьох опосередкованих і цілком певних значеннях:

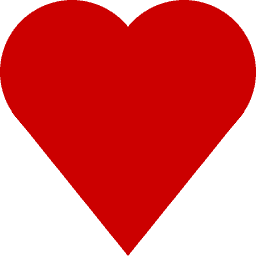
Символ серця, який зображує кохання, прихильність і дружбу

- Серце зазвичай є символом любові, прихильності і дружби (див. прислів'я: «Припустив собі до серця». (Затужив, зажурився дуже). «Серце серцю вість подає». (Люди близькі собі, відчувають щастя, чи нещастя одні одних навіть на віддалі).[14]
- Наші предки вірили, що серце — це вмістилище емоцій, думок і душі.
- Символ серця може служити прикрасою або нагадуванням про людину (наприклад, пряник або інше декоративне сердечко).
- Однак воно також може бути символом відваги й енергії: битися серцем або хоробро, означає здійснити відважний вчинок, в який людина вкладає всю свою фізичну та розумову енергію.
- «Сердечна справа» зазвичай стосується дуже близької людини або особливо приємної речі (подія, предмет, власність, стосунки тощо) для певної людини.
- Кажуть, що «неспокійні серця» — це люди неспокійні, невгамовні, небайдужі, гіперактивні тощо.
- «Серце» може стосуватися найбільш важливої, центральної частини більшої технічної або соціальної системи (див. терміни «серце машини», «серце електростанції», «серце Європи» та інше)
- Серце дзвона — це вантаж що вільно висить, який «б'ється» об дзвін (порівняйте приказку «Моє серце схоже на дзвін»).
- У картярських іграх, серце також червоне.